# Markvartice, Jihlava
Markvartice là một làng thuộc huyện Jihlava, vùng Vysočina, Cộng hòa Séc.